# Canari llarguet
El Llarguet és una raça de Canari apareguda per hibridació entre els anys 1940 i 1950 a la Plana de Castelló. Va ser reconeguda per la Confederació Ornitològica Espanyola en els campionats de 1996.

## Orígens
Sorgeix al País Valencià, com a resultat de l'encreuament selectiu de canaris de raça llevantina, fins de raça sevillana i canaris comuns. Originàriament les característiques del pardal eren canviants segons les modes del moment. Posteriorment es creuarien també amb la Monya i el Cardenalito de Veneçuela.

## Denominacions
Originàriament se'ls va conèixer com a Bayos, en referència al plomatge clar. Més endavant se'ls conegué com a Camalluts i finalment com a Llarguet. Quan al 1996 se'l reconeix oficialment, es registra amb el nom de Llarguet espanyol.

## Característiques
La forma del cos d'aquesta varietat de canari és estilitzada, assemblant-se a la d'un cilindre afusat en els seus extrems. Tant el pit com l'esquena s'observen prims i sense rodoneses, augmentant la sensació d'estar davant d'un au prima. Les ales, relacionant-se amb la resta de les proporcions de l'ocell, es presenten molt llargues i primes. La cua, extensa i fina, remata en forma de "M". El coll, de mitjana proporció, és prim, sostenint un cap petit i ovalat cap, que sosté un pic petit i cònic. El plomatge és curt, compacte i llis.
S'autoritzen per als campionats totes les coloracions melàniques i lipocroms, uniformes o jaspiades, i la seua mida ha de superar els 17 centímetres.